# 俄多
俄多，青海省黄南藏族自治州泽库县宁秀乡拉格日村人，中华人民共和国政治人物、全国脱贫攻坚先进个人。

## 生平
俄多任泽库县宁秀镇拉格日村党支部书记。2011年初，借青海省推行生态畜牧业专业合作社建设有利时机，时任二社社长的俄多组织36户牧民入社，成立了拉格日村二社专业合作社，将草原奖补资金投入虫草交易和畜产品销售，当年实现盈利。随后合作社不断扩建，并投入牦牛及藏羊养殖以及天然草场培育。2018年，拉格日村实现整村脱贫。其创造的“拉格日模式”开始在青海省藏区进行推广。
因在脱贫攻坚战中作出突出贡献，2021年2月25日全国脱贫攻坚总结表彰大会上，俄多被授予“全国脱贫攻坚先进个人”。